# Akoos
Akoos (altgriechisch Άκοος Ákoos) war in der griechischen Mythologie der Sohn des Thestros, des Königs von Argos. Er war der Vater des Aristodamidas, der nach ihm den Thron bestieg. Nach Diodorus Siculus war sein Bruder Merops König von Argos und Vater des Aristodamidas.